# Luis Rodríguez del Monte
Luis Rodríguez del Monte y del Prado (Serantes, Ferrol, 1765-Ferrol, 24 de febrero de 1813) fue un político y miltiar español que fue el segundo presidente del Congreso de los Diputados, por aquel entonces conocido como las Cortes de Cádiz.

## Biografía
Rodríguez del Monte comenzó sus estudios en Ferrol y se enroló en el cuerpo de guardiamarinas de la Armada en 1779. EN 1784 fue ascendido al empleo de Alférez de navío, en enero de 1794 tenía el grado de teniente de navío y en 1808 ascendió a Capitán de fragata, después de haber desempeñado diversos destinos en diferentes buques de la Armada.
En 1797 se casó con Rita Castro Montenegro, perteneciente a una buena familia ferrolana y pronto fue elegido vocal de la Junta de Galicia, posición desde la que ayudó a conseguir ayuda de Gran Bretaña frente a la invasión napoleónica. Fue elegido diputado a Cortes en febrero de 1810 por la Provincia de Betanzos. Rodríguez del Monte formó parte de numerosas comisiones, entre ellas las que debatieron el Proyecto de Constitución, la libertad de imprenta y el funcionamiento de los Tribunales de Honor. También trabajó en temas de relacionados con la concesión de empleos y pensiones; el Comercio y la Marina; y el tráfico comercial de negros y esclavos.
Con su labor se ganó el reconocimiento del resto de diputados, que lo eligieron como segundo presidente de las Cortes para el periodo mensual de octubre a noviembre de 1810 por 67 votos a favor frente a los 27 que consiguió el otro candidato, José Luis Morales Gallego.
Después de jurar el 19 de marzo la Constitución de 1812, de la que fue uno de sus firmantes, cayó enfermo, por lo que las Cortes le permitieron retirarse a la Isla de León para reponerse. Al empeorar su salud, se trasladó a Galicia junto con su mujer, falleciendo en su localidad natal, Serantes, el 27 de febrero de 1813, siendo aún diputado.